# Torrubiella arachnophila
Torrubiella arachnophila är en svampart. Torrubiella arachnophila ingår i släktet Torrubiella och familjen Cordycipitaceae.

## Underarter
Arten delas in i följande underarter:
- pulchra
- arachnophila
- leiopus